# Wysznewe (rejon pokrowski)
Wysznewe (ukr. Вишневе) – osiedle na Ukrainie, w obwodzie donieckim, w rejonie pokrowskim, w hromadzie Sełydowe. W 2001 liczyło 282 mieszkańców, głównie rosyjskojęzycznych.